# Luz Salgado
Luz Filomena Salgado Rubianes (Lima, 3 de julio de 1949) es una periodista y política peruana. Miembro del fujimorismo, fue congresista de la República, durante cinco periodos, y congresista constituyente en el periodo 1992-1995. Fue también presidenta del Congreso en el periodo 2016-2017 y anteriormente, de manera interina, en el 2000.

## Biografía
Nació en Lima el 3 de julio de 1949.
Realizó sus estudios escolares en la Institución Educativa Mercedes Cabello de Carbonera, donde fue compañera de aula de Susana Higuchi, futura primera dama.
Estudió Periodismo en la Universidad Jaime Bausate y Meza, donde obtuvo el bachillerato, y Ciencias de la Comunicación en la Universidad San Martín de Porres, donde se tituló. Posteriormente, realizó un posgrado en la Escuela Superior de Relaciones Públicas. 
Trabajó en el Departamento de Registro de la Universidad Nacional Agraria La Molina (1972-1984), en la que fue jefa de la Oficina de Evaluación y Archivo (1984-1990).
A fines de los años ochenta, se convirtió en una de las principales dirigentes sindicalistas de la universidad que confrontaban con su rector, Alberto Fujimori.

## Vida política

### Inicios con Alberto Fujimori
Comenzó en la política al ser cofundadora junto a Alberto Fujimori de Cambio 90, asumiendo roles de Secretaria Nacional de Organización, personera y jefa de la primera campaña presidencial de Fujimori en las elecciones generales de 1990.
Tras la victoria de Fujimori, Salgado se desempeñó en 1990 como jefa del Programa de Asistencia Directa, fue la primera presidenta ejecutiva del Fondo Nacional de Compensación y Desarrollo Social (Foncodes). Fue también miembro del Directorio de la Empresa de Radio y Televisión del Perú.
En agosto de 1992, fue designada como viceministra de Desarrollo Regional del Ministerio de la Presidencia por el expresidente Alberto Fujimori, cargo que ocupó hasta octubre de 1992.

### Congresista constituyente (1992-1995)
En las elecciones constituyentes de 1992, fue elegida Congresista Constituyente por Cambio 90-Nueva Mayoría para el periodo 1992-1995.
Durante su labor parlamentaria, fue Presidenta de la Comisión de Descentralización Gobiernos Locales y Desarrollo Social (1994-1995) así como miembro de la Comisión de Fiscalización.
Junto a sus colegas Martha Chávez y Carmen Lozada, Salgado se destacó por su férrea defensa a las políticas y decisiones del gobierno autoritario de Alberto Fujimori.

### Congresista (1995-2000)
En las elecciones generales de 1995, fue elegida Congresista de la República por Cambio 90-Nueva Mayoría, con 54,021 votos, para el periodo parlamentario 1995-2000.
Durante su labor en el legislativo, fue Presidenta de la Comisión de Derechos Humanos y Pacificación (1995-1996), de la Comisión de la Mujer, Desarrollo Humano y Deporte (1997-1998) así como miembro de la Comisión de Salud, Población y Familia. En esa posición, acudió en 1995 a la Cuarta Conferencia Mundial sobre la Mujer de las Naciones Unidas en Pekín, China.
Fue también tercera Vicepresidenta en la Mesa Directiva presidida por Víctor Joy Way en los periodos 1996-1997 y 1998-1999.

### Congresista (2000-2001)
En las elecciones generales del 2000, fue reelegida Congresista por la Alianza Perú 2000, con 156,176 votos, para el periodo parlamentario 2000-2005.
A inicios de este periodo legislativo, Salgado fue elegida primera Vicepresidenta de la Mesa Directiva presidida por Martha Hildebrandt en el 2000.

### Presidenta interina del Congreso (2000)
El 13 de noviembre del 2000, tras la censura a Martha Hildebrandt de la Presidencia del Congreso, Salgado asumió la Presidencia del Congreso de manera interina, lo que lo convirtió en la tercera mujer en asumir dicho cargo aunque solo por unos días.
En su condición de primera Vicepresidenta del Congreso, Salgado le impuso la Banda Presidencial al Presidente del Congreso Valentín Paniagua.
Luego de la publicación de los Vladivideo y la renuncia de Alberto Fujimori a la Presidencia de la República mediante un fax desde Japón, su cargo parlamentario fue reducido hasta el 2001 donde se convocaron a nuevas elecciones.

### Congresista (2001)
En las elecciones generales del 2001, fue nuevamente reelegida Congresista por la alianza Cambio 90-Nueva Mayoría, con 169,344 votos, para el periodo parlamentario 2001-2006.

#### Censura
En agosto del 2001, junto a Carmen Lozada, Salgado fue acusada por infracción a la Constitución y por su supuesta vinculación con el exasesor presidencial Vladimiro Montesinos, hecho que le valió ser inhabilitada por 5 años para ejercer la función pública y diez para el ejercicio de la función parlamentaria, impidiendo el ejercicio de su mandato hasta 2006. Fue reemplazada por Martha Hildebrandt

### Congresista (2011-2016)
En las elecciones generales del 2011, Salgado regresó a la política como candidata al Congreso de la República por Fuerza 2011, con el número 16. Luego de los resultados, Salgado fue nuevamente elegida Congresista, con 37,835 votos, para el periodo parlamentario 2011-2016.
Durante la juramentación de Ollanta Humala, Salgado fue opositora luego de que Humala juró por la Constitución de 1979 en vez de la actual que es la Constitución de 1993.
En su labor parlamentaria, fue Vicepresidenta de la Comisión de Inclusión Social (2011-2012), Secretaria de la Comisión de Relaciones Exteriores (2012-2013) y Vicepresidente de la Comisión de Inteligencia (2015-2016).

### Congresista (2016-2020)
En las elecciones generales del 2016, fue nuevamente elegida Congresista de la República por Fuerza Popular, con 82,183 votos, para el periodo parlamentario 2016-2021.

### Presidenta del Congreso (2016-2017)
El 26 de julio del 2016, Salgado fue elegida Presidenta del Congreso para el periodo legislativo 2016-2017.
Ocupó la Presidencia de la Comisión de Relaciones Exteriores y fue miembro titular de la Comisión de Defensa Nacional, Orden Interno, Desarrollo Alternativo y Lucha contra las Drogas. También formó parte de la Comisión Especial de Seguimiento de la Incorporación del Perú a la Organización para la Cooperación y el desarrollo económico (OCDE) y Comisión Especial de Seguimiento Parlamentario al Acuerdo de Alianza del Pacífico.
El 5 de noviembre del 2018, fue nombrada Secretaria de Fuerza Popular tras la renuncia de José Chlimper.
En diciembre de 2018, anunció que no buscaría un séptimo periodo parlamentario.

### Disolución del Congreso (2019)
El 30 de septiembre del 2019, su cargo parlamentario llegó a su fin tras la disolución del Congreso decretada por el expresidente Martín Vizcarra. Tras lo ocurrido, Salgado siguió en el Congreso con la finalización de su labor como miembro de la Comisión Permanente en 2020.
En el momento de su retiro, Salgado ocupaba el quinto puesto de antigüedad en el Congreso de la República, con 17 años como parlamentaria en seis periodos no consecutivos.

## Servicio congresal
| Cargos públicos           | Cargos públicos | Cargos públicos | Cargos públicos | Cargos públicos         | Cargos públicos                    |
| Cargo                     | Rama            | Circunscripción | Elegida         | Inicio del periodo      | Fin del periodo                    |
| ------------------------- | --------------- | --------------- | --------------- | ----------------------- | ---------------------------------- |
| Congresista Constituyente | Legislativo     | Nacional        | 1992            | 30 de diciembre de 1992 | 26 de julio de 1995                |
| Congresista               | Legislativo     | Lima            | 1995            | 27 de julio de 1995     | 26 de julio de 2000                |
| Congresista               | Legislativo     | Lima            | 2000            | 27 de julio de 2000     | 26 de julio de 2001                |
| Congresista               | Legislativo     | Lima            | 2001            | 27 de julio de 2001     | 26 de julio de 2006 (no concluido) |
| Congresista               | Legislativo     | Lima            | 2011            | 27 de julio de 2011     | 26 de julio de 2016                |
| Congresista               | Legislativo     | Lima            | 2016            | 27 de julio de 2016     | 12 de marzo de 2020                |

| Servicio Congresal | Servicio Congresal | Servicio Congresal     | Servicio Congresal | Servicio Congresal | Servicio Congresal                                                | Servicio Congresal |
| Fechas             | Congreso           | Tipo                   | Mayoría            | Presidente         | Comisiones                                                        | Distrito           |
| ------------------ | ------------------ | ---------------------- | ------------------ | ------------------ | ----------------------------------------------------------------- | ------------------ |
| 1992–1993          | 15°                | Congreso Constituyente | C90-NM             | Alberto Fujimori   | Descentralización, Fiscalización                                  | Nación             |
| 1993–1994          | 15°                | Congreso Constituyente | C90-NM             | Alberto Fujimori   | Descentralización, Fiscalización                                  | Nación             |
| 1994–1995          | 15°                | Congreso Constituyente | C90-NM             | Alberto Fujimori   | Descentralización (presidenta), Fiscalización                     | Nación             |
| 1995–1996          | 35°                | Unicameral             | C90-NM             | Alberto Fujimori   | Derechos Humanos (presidenta), Mujer, Salud                       | Nación             |
| 1996–1997          | 35°                | Unicameral             | C90-NM             | Alberto Fujimori   | Derechos Humanos, Mujer, Salud, Mesa Directiva                    | Nación             |
| 1997–1998          | 35°                | Unicameral             | C90-NM             | Alberto Fujimori   | Derechos Humanos, Mujer (presidenta), Salud                       | Nación             |
| 1998–1999          | 35°                | Unicameral             | C90-NM             | Alberto Fujimori   | Derechos Humanos, Mujer, Salud, Mesa Directiva                    | Nación             |
| 1999–2000          | 35°                | Unicameral             | C90-NM             | Alberto Fujimori   | Derechos Humanos, Mujer, Salud                                    | Nación             |
| 2000–2001          | 36°                | Unicameral             | Perú 2000          | Alberto Fujimori   | Descentralización, Mesa Directiva                                 | Nación             |
| 2000–2001          | 36°                | Unicameral             | Perú 2000          | Valentín Paniagua  | Descentralización, Mesa Directiva                                 | Nación             |
| 2001               | 37°                | Unicameral             | Perú Posible       | Alejandro Toledo   | No asignado                                                       | Lima               |
| 2011–2012          | 39°                | Unicameral             | Gana Perú          | Ollanta Humala     | Constitución, Defensa, Inclusión Social, Salud                    | Lima               |
| 2012–2013          | 39°                | Unicameral             | Gana Perú          | Ollanta Humala     | Constitución, Defensa, Relaciones Exteriores, Inteligencia, Salud | Lima               |
| 2013–2014          | 39°                | Unicameral             | Gana Perú          | Ollanta Humala     | Constitución, Defensa, Relaciones Exteriores, Inteligencia, Salud | Lima               |
| 2014–2015          | 39°                | Unicameral             | Gana Perú          | Ollanta Humala     | Constitución, Defensa, Relaciones Exteriores, Inteligencia, Salud | Lima               |
| 2015–2016          | 39°                | Unicameral             | Gana Perú          | Ollanta Humala     | Constitución, Defensa, Relaciones Exteriores, Inteligencia, Salud | Lima               |
| 2016–2017          | 40°                | Unicameral             | Fuerza Popular     | Pedro P. Kuczynski | Mesa Directiva, Relaciones Exteriores                             | Lima               |
| 2017–2018          | 40°                | Unicameral             | Fuerza Popular     | Pedro P. Kuczynski | Constitución, Defensa, Relaciones Exteriores, Salud               | Lima               |
| 2018–2019          | 40°                | Unicameral             | Fuerza Popular     | Pedro P. Kuczynski | Constitución, Defensa, Relaciones Exteriores, Salud               | Lima               |
| 2018–2019          | 40°                | Unicameral             | Fuerza Popular     | Martín Vizcarra    | Constitución, Defensa, Relaciones Exteriores, Salud               | Lima               |
| 2019–2020          | 40°                | Unicameral             | Fuerza Popular     | Martín Vizcarra    | Constitución, Defensa, R. Exteriores, Salud, C. Permanente        | Lima               |